# I Talk to the Wind
«I Talk to the Wind» — друга композиція з дебютного альбому британського прогресив-рок-гурту King Crimson In the Court of the Crimson King (1969).
Це спокійна і безтурботна пісня, яка утворює різкий контраст із какофонією, якою закінчується попередня пісня альбому, «21st Century Schizoid Man». Пісню починає ніжна мелодія, яку грає на флейті Іен Макдональд. Флейта залишається одним з основних інструментів протягом усього часу звучання пісні; крім того, Макдональд грає на ній соло в середині і триваліше соло в кінці, як коду.

## Історія
Ранню демоверсію цієї пісні можна знайти на платівці A Young Person's Guide to King Crimson, у записі якої брали участь Роберт Фріпп (гітара), Пітер Джайлз (бас), Майкл Джайлз (ударні) та Іен Макдональд (флейта), а також Джуді Дайбл, колишня учасниця гурту Fairport Convention (вокал). Ця версія була полегшеною і виконувалася з більшою швидкістю. Запис композицій альбому A Young Person's Guide to King Crimson, а також ще одну демоверсію цієї пісні здійснив у 1968 році гурт Giles, Giles and Fripp. Але на його платівках пісня не з'являлася до виходу альбому The Brondesbury Tapes, пісні якого були записані в 1968 році, а сам він вийшов на компакт-диску у 2001 році. На цьому компакт-диску є два записи «I Talk to the Wind»: один з вокалом Джуді Дайбл, а інший — Пітера Джайлза.

## Учасники запису
- Іен Макдональд[en] — флейта, кларнет, язичковий орган, фортепіано, вокал
- Роберт Фріпп — електрогітара
- Грег Лейк — бас-гітара, вокал
- Майкл Джайлз[en] — ударні
- Пітер Сінфілд[en] — текст

## Версія гурту Opus III
У 1992 році на пісню зробив кавер англійський електронний гурт Opus III із вокалісткою Кірсті Гокшоу. Кавер вийшов у червні 1992 року на лейблі PWL International як продовження успішного кавера пісні «It's a Fine Day» і другий сингл з дебютного альбому гурту Mind Fruit (1992). Сингл посів 6-те місце у Фінляндії, 52-ге у Великій Британії та 162-ге в Австралії. Супровідне музичне відео до «I Talk to the Wind» було схоже на відео до «It's a Fine Day»: Гокшоу з поголеною головою та сріблястим макіяжем, вдягнена у сріблясте боді та сріблясті черевики.

### Реакція критиків
За висловом редактора AllMusic Маккензі Вілсон (MacKenzie Wilson), «хитра версія» пісні King Crimson «I Talk to the Wind» «створює мрійливу синтетичну хвилю». Він також відзначив «голубиний вокал Кірсті Гокшоу, що перетворився на невимушені звукові пейзажі». Ренді Кларк (Randy Clark) із журналу Cashbox писав, що її «дитячий голос із придихом пронизує цей танцювальний трек, як ніжний вітерець». Дейв Сімпсон (Dave Simpson) із журналу Melody Maker назвав його «ще одним піднесеним переосмисленням». Енді Біверс (Andy Beevers) із журналу Music Week висловив думку, що пісня схожа за стилем на «It's a Fine Day», «але не є такою ж особливою». Роджер Мортон (Roger Morton) з NME оцінив її як «чудову». Шан Паттенден із журналу Smash Hits поставила їй два бали з п'яти, зазначивши, що «флейти весело перешіптуються з пінним синтезаторним фоном».

### Список композицій
- Сингл на 7-дюймовому диску, Європа (1992)

1. «I Talk to the Wind» (edit) — 4:06
2. «Sea People» — 6:00

- Сингл на 12-дюймовому диску, Велика Британія (1992)

1. «I Talk to the Wind» (extended mix) — 6:11
2. «Sea People» — 5:33

- Сингл на компакт-диску, Велика Британія (1992)

1. «I Talk to the Wind» (edit) — 4:06
2. «I Talk to the Wind» (12-inch extended mix) — 6:11
3. «Sea People» — 6:00

### Позиції в чартах
| Чарт (1992)                | Найвища позиція |
| -------------------------- | --------------- |
| Австралія (ARIA)           | 162             |
| Європа (Eurochart Hot 100) | 88              |
| Фінляндія (IFPI)           | 6               |
| UK Singles (OCC)           | 52              |
| UK Dance (Music Week)      | 48              |